# Megalodacne heros
Megalodacne heros är en skalbaggsart som först beskrevs av Thomas Say 1823.  Megalodacne heros ingår i släktet Megalodacne och familjen trädsvampbaggar. Inga underarter finns listade i Catalogue of Life.